# En apa som liknar dig (sång)
För musikalbumet, se En apa som liknar dig (2000).
En apa som liknar dig är en svensk pop-låt och en singel som först framfördes av den svenske artisten Olle Ljungström. Den skrevs av Ljungström (text) och Heinz Liljedahl (musik). Låten fanns även med på Ljungströms femte soloalbum under samma namn, En apa som liknar dig (2000).
Låten släpptes som singel 1 mars 2000. På singeln fanns även b-sidan "Kvicksand," med text av Jonas Inde och musik av Ljungström själv.
Låten finns med på plattan Andra sjunger Olle Ljungström från 2008 i en tolkning av Thomas Di Leva.
2012 fick artisten Darin en större hit med sin tolkning av "En apa som liknar dig," i tredje säsongen av TV-programmet Så mycket bättre.

## Låtlista
Text, spår 1: Olle Ljungström, spår 2: Jonas Inde. Musik, spår 1: Heinz Liljedahl, spår 2: Olle Ljungström.
1. "En apa som liknar dig" (4:07)
2. "Kvicksand" (2:37)